# Alesanco
Alesanco tỉnh và cộng đồng tự trị La Rioja, phía bắc Tây Ban Nha. Đô thị này có diện tích là 17,17 ki-lô-mét vuông, dân số năm 2009 là 509 người với mật độ 29,64 người/km². Đô thị này có cự ly 35 km so với Logroño.